# Louise Falkenberg
Sara Louise Antoinette Falkenberg af Trystorp, född Ekman 15 februari 1849 i Domkyrkoförsamlingen i Göteborg, död 16 maj 1934 i Stockholm, var en svensk friherrinna, filantrop och donator. 
Falkenberg var ordförande för Kronprinsessan Lovisas vårdanstalt för sjuka barn i 30 år. 

## Biografi
Louise Falkenberg var dotter till konsuln Oscar Ekman och friherrinnan Louise Carolina von Düben, dotter till Joakim Ulrik von Düben och sondotter till Henrik Jakob von Düben. Hon gifte sig 20 maj 1869 i Göteborg med kammarherren friherre Johan Axel Casimir Löwen (född 1836). Paret bosatte sig på den sörmländska egendomen Skedevi i Forssa socken, inköpt av Oscar Ekman. Äktenskapet var barnlöst och maken avled 1876. År 1883 ingick hon äktenskap med överstekammarjunkaren friherre Claes August Falkenberg af Trystorp (född 1828) som var änkling sedan två år. Maken, som bott på granngården Sofielund tillsammans med sina barn, överflyttade till Skedevi. Paret hade även en våning vid Blasieholmstorg i Stockholm där man bodde på vintrarna.
Paret fick en dotter, Augusta, som dog knappt fyra år gammal 1887, och 1892 blev Louise Falkenberg änka för andra gången.
Hon grundade en skola i Skedevi, ett hem för obotligt sjuka barn i Flen, var engagerad i olika försvarsorganisationer och sände hjälp till Finland under inbördeskriget 1918. Efter första världskriget tog hon emot fosterbarn från krigsländerna, särskilt Tyskland och Österrike. Hon engagerade sig också i Cecilia Milows Kungsholms ungdomsklubb för pojkar, Mjölkdroppen, arbetsstugorna, Bikupan, Handarbetets vänner, Svenska Sällskapet för Nykterhet och Folkuppfostran samt Sigtunastiftelsen. I sitt testamente gjorde hon stora donationer: Kronprinsessan Lovisas vårdanstalt 70 000 kr., Sophiahemmet 25 000, Ekmanska sjukhuset i Göteborg 10 000, Södermanlands läns sjukhem för medellösa, obotligt sjuka i Flen 30 000, Flens länslasarett och kurhus 25 000, Forssa församling tillsammans 60 000 kr, Uppsalauniversitet för Gustav Adolfsstipendier 20 000, Cancerföreningen i Stockholm 20 000.

## Utmärkelser
- Illis Quorum i 12:e storleken 1924
- 2:a klass av Österrikiska Röda Korsets hederstecken, med krigsdekoration 1924
- Skytte GM
- Sveriges landstormföreningars centralförbunds förtjänstmedalj i guld